# へし切長谷部
へし切長谷部（へしきりはせべ、圧切長谷部、ヘシ切り長谷部とも）は、南北朝時代に作られたとされる日本刀（打刀）である。日本の国宝に指定されており、福岡県福岡市早良区にある福岡市博物館に収蔵されている（所有者は福岡市）。国宝指定名称は「刀 金象嵌銘長谷部国重本阿花押 黒田筑前守（名物へし切）」である。

## 概要

### 刀工および名前の由来
南北朝時代に活動した山城の刀工である長谷部国重によって作られた打刀とされている。国重は名工でしられる正宗に学んだ10名の門下生のことを指す正宗十哲の1人とされており、長谷部派の開祖と言われている。
へし切長谷部の名前の由来は、『黒田御家御重宝故実』並びに『御蔵御櫃現御品入組帳』によると、織田信長が、自分へ無礼を働いた観内という茶坊主を成敗した時、台所へ逃げて膳棚の下に隠れた観内を「圧し切り」（刀身を押し当てて切ること）にして斬殺したことで、その際用いられた大切れ物の刀に「へし切」の異名が付けられた。なお、巷では「棚ごと茶坊主を切った」としばしば言われるが、これは棚ごと切っていれば「圧し切り」の意味を成さなくなるとして否定されている説である。

### 信長から黒田家の重宝へ
その後、同刀は織田信長から羽柴秀吉の所有を経て黒田長政に下賜されたとも、織田信長が直接黒田長政に授けたとも、黒田孝高（黒田長政の父）が小寺政職の使者として織田信長に面会した折、中国攻めの策を提言した褒美として織田信長から黒田孝高に与えられたとも伝えられ、文献や史料ごとに伝承の異同はあるものの、以後福岡藩主黒田家に家宝として伝来した。
江戸時代中期、徳川8代将軍徳川吉宗が本阿弥家に命じて編纂させた名刀の目録である『享保名物帳』には長谷部派の作品として唯一掲載されており、有銘無銘を通じて比肩すべき物のない、同派を代表する傑作と評される。

### 近代以降
1933年（昭和8年）7月25日には「太刀 金象嵌銘長谷部国重本阿花押（光徳） 黒田筑前守（名物へしきり長谷部）」の名称で重要美術品に認定され、1936年（昭和11年）9月18日の国宝保存法に基づく国宝（いわゆる「旧国宝」、現在の重要文化財に相当）指定を経て、1953年（昭和28年）3月31日に文化財保護法に基づく国宝（いわゆる「新国宝」）に指定された。1978年（昭和53年）9月19日に黒田茂子（黒田長礼元侯爵夫人）より、他の黒田家伝来の文化財と共に『黒田資料』としてまとめられて福岡市へ寄贈、1979年（昭和54年）11月に開館した福岡市美術館から1990年（平成2年）10月に開館した福岡市博物館へ移管されて現在に至る。現在は毎年1月上旬から2月上旬にかけての約1ヶ月間、福岡市博物館において公開展示される。

## 作風

### 刀身
造込（つくりこみ）は鎬造（しのぎつくり、平地<ひらじ>と鎬地<しのぎじ>を区切る稜線が刀身にあるもの）であり、棟は庵棟（いおりむね、刃の反対側の棟の断面形が三角形の屋根状に見えるもの）となっている。刃長（はちょう、切先と棟区の直線距離）は64.8センチメートル、反り（切先と棟区を結ぶ直線から棟へ引いた垂線の最大長）は0.9 - 1.0センチメートル、元幅（もとはば、刃から棟まで直線の長さ）は3.0センチメートル、先幅は2.5センチメートル、切先長は5.9センチメートル、茎（なかご、柄に収まる手に持つ部分）長は16.7センチメートルである。製作当初は大太刀であったのが、後の時代に磨り上げ（切り詰め）られて刀に改められたため作者の銘はない（大磨上無銘）が、刀研師の本阿弥光徳より長谷部国重の作と極められ（鑑定され）、金象嵌による鑑定銘が茎に入れられた。大磨上のため長さは詰まっているが、広い身幅（刀身の幅）に薄い重ね（刀身の厚さ）、浅い反りや大切先は南北朝時代の典型的な刀剣の特徴を示す。
地肌は、詰んだ小板目肌（ないし板目肌流れる）に地沸（じにえ、平地の部分に鋼の粒子が銀砂をまいたように細かくきらきらと輝いて見えるもの）がついて地景（ちけい）が入る。
刃文（はもん）は全体的に皆焼（ひたつら）だが上半は湾れに小乱れ交じり、下半は大乱れ主体となり小沸がつき、刃中には砂流し、金筋などの働きが盛んに入る。帽子（切先の刃文）は乱れ込んで返り、表裏の鎬に幅狭の棒樋（ぼうひ）を掻き通す。
茎は、尻を刃上がり栗尻として切（きり）の鑢目（やすりめ）をかけ、目釘穴を4つ打つ（現状はうち3つを埋める）。差表には所持銘「黒田筑前守」（黒田長政）が、差裏には極め銘「長谷部国重」および鑑定者の本阿弥光徳を示す「本阿」と彼の花押が金象嵌で入る。

### 外装
現存する付属の拵は、その外観から「金霰鮫青漆打刀拵」（きんあられさめあおうるしうちがたなこしらえ）と呼ばれ、「へし切」と同じく黒田家に家宝として伝わった刀・名物「安宅切」のそれ（安土桃山時代の作）を写した（模作した）ものである。ただし、安宅切の本歌の拵に比べるとより重量があり、また細部にも相違が見られる。
柄は下地に朱塗鮫を着せた上に燻韋の柄巻を施し、鞘は腰部分を青漆で塗り、以下を霰地を圧し出した金の板で巻く片身替とする。
鐔は鉄地木瓜形で「信家」の銘が入り、表に「南無妙法蓮華経」を、裏に瓢箪を毛彫りする。目貫は赤銅高彫色絵にて三双の桐紋を表し、縁は赤銅地に波文をあしらったもので「一乗斉毛利光則」の作者銘が入る。光則は文化・文政頃の金工であることから、拵全体もその時期に製作されたと推測される。

### その他
他の付属品として、安土桃山時代から江戸時代初期の埋忠派金工の作と伝わる金二重桐紋透鎺、蓋に金泥で「圧切長谷部」と書かれた黒漆塗刀箱、傷みが激しく使用に堪えない刀袋が現存する。